# Филип Албрехт Шенк фон Лимпург
Филип Албрехт (Алберт) Шенк фон Лимпург-Шмиделфелд (на немски: Philipp Albrecht (Albert) Schenk von Limpurg-Schmiedelfeld; * 27 септември 1648; † 28 април 1682), наследствен имперски шенк и граф на Лимпург-Гайлдорф (в Швебиш Хал), господар на Шмиделфелд (в Зулцбах-Лауфен) в Баден-Вюртемберг.

## Произход
Той е най-големият син на Йохан Вилхелм Шенк фон Лимпург (1607 – 1655) и съпругата му графиня Мария Юлиана фон Хоенлое-Лангенбург (1623 – 1695), дъщеря на граф Филип Ернст фон Хоенлое-Лангенбург (1584 – 1628) и графиня Анна Мария фон Золмс-Зоненвалде (1585 – 1634). Майка му се омъжва втори път на 22 ноември 1663 г. в Шмиделфелд за граф Франц Шенк фон Лимпург-Шпекфелд (1637 – 1673).
Брат е на Вилхелм Хайнрих фон Лимпург-Гайлдорф (1652 – 1690), наследствен имперски шенк и граф на Лимпург-Гайлдорф-Шмиделфелд, и София Елеонора (1655 – 1722), омъжена на 1 септември 1673 г. за граф Фолрат Шенк фон Лимпург (1641 – 1713).
Филип Албрехт Шенк фон Лимпург-Шмиделфелд умира на 28 април 1682 г. на 33 години.

## Фамилия
Първи брак: на 24 август 1646 или на 22 септември 1667 г. във Валденбург с графиня Доротея Мария фон Хоенлое-Валденбург (* 13 юли 1647, Валденбург; † 6 април 1695, Гота), дъщеря на граф Волфганг Фридрих фон Хоенлое-Валденбург (1617 – 1658) и графиня Ева Кристина фон Хоенлое-Лангенбург (1621 – 1681). Развеждат се през 1678 г. Те имат пет деца, които умират като бебета:
- Карл Еберхард (1668 – 1668)
- Мария Кристина (1669 – 1669)
- Доротея Мария (1670 – 1670)
- Армина Шарлота Юлиана (1671 – 1671)
- Карл Филип Ернст фон Лимпург-Гайлдорф (* 1672; † 1 януари 1673)

Втори брак: през 1680 г. с Мария Барбара Грацианус (* 21 февруари 1655, Гайлдорф; † 25 януари 1734, Лауф). Бракът е бездетен.